# Stefan Kloß
Stefan Kloß (geboren 1979) ist ein deutscher Spieleautor, der sich vor allem auf die Entwicklung von Kinder- und Familienspielen konzentriert. 

## Biografie
Stefan Kloß studierte Geographie und schloss das Studium mit dem Diplom ab. Er arbeitete als Consultant in der IT-Beratung und war im Marketing eines Verkehrsunternehmens tätig. 2014 gründete er gemeinsam mit seiner Ehefrau Anna Oppolzer das Mosaik-Atelier in Mannheim, in dem beide gemeinsam Spiele entwickeln und Dienstleistungen anbieten. 2014 erschien das Spiel Beasty Bar unter dem Namen von Stefan Kloß, 2015 die Fortsetzung Beasty Bar: New Beasts in Town beim Zoch Verlag, bei dem auch Anna Oppolzer als Autorin genannt wurde. Seitdem entwickelten beide gemeinsam zahlreiche weitere Spiele für verschiedene Verlage.
Er ist Mitglied bei der Spiele-Autoren-Zunft und dort stellvertretender Vorstand (Stand: Januar 2020).

## Ludografie
- Beasty Bar
- Spookies (2015; HABA)
- Beasty Bar: New Beasts in Town (2015, mit Anna Oppolzer; Zoch Verlag)
- Schnapp die Nuss!  (2017, mit Anna Oppolzer; Schmidt Spiele)
- Das kunterbunte Igelrennen (2017, mit Anna Oppolzer; Schmidt Spiele)
- Gespenster am Fenster (2017, mit Anna Oppolzer; eggertspiele)
- Showtime (2018, mit Anna Oppolzer; Pegasus Spiele)
- Schicht im Schacht (2018, mit Anna Oppolzer; moses Verlag)
- Qwantum (2018, mit Anna Oppolzer und Reinhard Staupe; Nürnberger-Spielkarten-Verlag)
- Der geheimnisvolle Zaubersee (2018, mit Stefan Kloß; Schmidt Spiele (Drei Magier))
- Wunderkessel (2019, mit Anna Oppolzer; HABA)
- Vom kleinen Maulwurf, der wissen wollte, wer ihm auf den Kopf gemacht hat. Das Spiel. (2019, mit Anna Oppolzer; Kosmos Spiele)
- Slow Race (2019, mit Anna Oppolzer; Ravensburger)
- Grizzly Lachsfang am Wasserfall (2019, mit Anna Oppolzer; Amigo)
- Beasty Bar 3: Born to Be Wild (2019, mit Anna Oppolzer; Zoch Verlag)
- Wunderkessel (2019, mit SAnna Oppolzer; HABA)
- Vom kleinen Maulwurf, der wissen wollte, wer ihm auf den Kopf gemacht hat. Das Spiel. (2019, mit Anna Oppolzer; Kosmos Spiele)
- Slow Race (2019, mit Anna Oppolzer; Ravensburger)
- Grizzly Lachsfang am Wasserfall (2019, mit Stefan Kloß; Amigo)
- Vom kleinen Maulwurf, der wissen wollte, wer ihm auf den Kopf gemacht hat. Das Spiel (2019, mit Anna Oppolzer; Kosmos Spiele)
- Ready, Set, Sloth! (2020, mit Anna Oppolzer; Ravensburger)
- Wald der Lichter (2020, mit Anna Oppolzer; Schmidt Spiele (Drei Magier))
- Hipp Hopp Hippe (2020, mit Anna Oppolzer; Schmidt Spiele)
- Honey (2021, mit Anna Oppolzer; Pegasus)
- Piggy Pearls (2021, mit Anna Oppolzer; Piatnik)
- Camel Up: Gut gepackt! (2021, mit Anna Oppolzer; Pretzel Games)
- Midnight Market (2022, mit Anna Oppolzer; Pegasus)
- Donky Pong (2022, mit Anna Oppolzer; LOGIS)
- Dollars Wanted (2022, mit Anna Oppolzer; Huch!)
- Mein lieber Scholli (2024, mit Anna Oppolzer; Zoch Spiele)
- Auf geht's, Spidey-Team! (2024, mit Anna Oppolzer; Ravensburger)
- Beasty Bar: Down Under (2024, mit Anna Oppolzer; Zoch Spiele)
- Beasty Bar: The Limousine (2024, mit Anna Oppolzer; Zoch Spiele)

## Belege
1. ↑  Mosaik Atelier, Interview zum Heidelberger Spielefest. In: Delta im Quadrat, Nr. 10, 2018 (PDF; 1,8 MB)
2. ↑  Stefan Kloß bei der Spiele-Autoren-Zunft; abgerufen am 30. Januar 2020.
3. ↑  Vorstand bei der Spiele-Autoren-Zunft; abgerufen am 30. Januar 2020.